# ناهاپت کوچاک
ناهاپت کوچاک (ارمنی: Նահապետ Քուչակ; انگلیسی: Nahapet Kuchak; درگذشته ۱۵۹۲ میلادی) شاعر اهل ارمنستان در دوره قرون وسطی و یکی از نخستین عاشوق‌های ارمنی بوده‌است.
کوچک اواخر سده ۱۵ و اوایل سده ۱۶ میلادی (احتمالاً اوایل دهه ۱۴۹۲) در روستای «خاراگونیس»، نزدیکی شهر وان به دنیا آمد و ۲۹ مارس ۱۵۹۲ درگذشت.

## افکار و سبک شعری ناهاپت کوچاک
اشعار کوچاک براساس محتوای شان به سه بخش تقسیم می‌شوند: «اشعار عاشقانه، اشعار پندآمیز و اشعاری در وصف حال غریبان بی خانمان و آوارگان». تعداد شعرهای عاشقانه او ۳۸۵ غزل، شعرهای پندآمیز ۱۲۲ قطعه و شعرهای در وصف آوارگی و غریبی و غربت ۴۶ شعر است.
کوچاک چنان عاشق و شیفته عشق است که عشق را مرکز و محور هستی می‌داند و معتقد است که با شکوه تر از احساس عشق در جهان هستی چیزی نیست. شیرینی عشق چنان است که عسل نیز نزد آن تلخ است و زهرآبه.
زبان شعری کوچاک زبانی ساده و همه فهم و تصاویرش روشن و تابناک است. سراسر اشعار کوچاک لبریز از انسان‌دوستی صادقانه و ستایش خصایل نیکوی انسانی و آرمان‌های پرشکوه بشری است و همین ویژگی‌ها است که آثار کوچاک را به مرواریدهای شعر و ادب ارمنی بدل کرده‌است.